# Giovanni Tizzano
Giovanni Tizzano (Napoli, 1º febbraio 1889 – Napoli, 5 novembre 1975) è stato uno scultore italiano.

## Biografia
Autodidatta, di carattere solitario e schivo, Giovanni Tizzano maturò le prime esperienze tecniche come fonditore, presso la "Fonderia Artistica Chiurazzi", specializzandosi nel dare la patina e nel cesellare. Dopo la I Guerra Mondiale si arruolò nella Guardia di Finanza; ma nel 1920 si dimise, per riprendere il lavoro in fonderia. Entrò in contatto in questo periodo con Claude Matthey, un pedagogo e filosofo di Ginevra, e con Paolo Ricci, un pittore e giornalista. Di questi anni sono le sculture Cecatella e Aricciulella di Capri. Giovanni Tizzano realizzava opere scultoree in pietra, in cera, in gessi policromi, più tardi anche in bronzo.
Matthey lo aiutò con estremi sacrifici a partecipare nel 1928 alla XVI Biennale di Venezia, con la scultura Erminia o Testa di bimba, ritratto di una su figlia. Fino all'edizione del 1952 partecipò sempre alle Biennali, scegliendo quasi esclusivamente busti femminili, come La pelliccia e Fior di Maria (ritratto della figlia Tizzianella). Nella edizione del 1940 era presente con una personale di 32 bronziː ritratti preziosi, raffinati, intimisti. Nella penetrazione psicologica si avvertiva chiaramente l'influsso di Medardo Rosso.
Un sentimento poetico, una emozione guidò sempre lo scultore, anche negli anni successivi, quando espose sculture raffiguranti bambini, come la Preghiera del grano e Ariano e Corallina; volti di donne, come Aurora e Al Liston e di amici, come Il padre del pittore Cortiello. Il viso e le braccia erano lisci e levigati, i capelli divisi in ciocche o armoniosamente raccolti (Rossana e Testa di Fanciulla).

### Mostre in altre città
Espose alle mostre del Sindacato fascista della Campania (Padiglione della Villa Comunale di Napoli), alla Intersindacale di Firenze del 1933 e a quella di Milano nel 1941.
Nel 1929 era presente all’Esposizione Internazionale d’Arte a Barcellona; nel 1934 alla II Mostra Internazionale d’Arte Coloniale a Napoli e alla Mostra d’Arte Italiana in Svizzera; nel 1939 era alla III Quadriennale di Roma, dove tornò, fino alla VII edizione, del 1960.
A Milano, alla "Casa d'Artisti", nel 1942, ebbe la sua prima personale, seguita dalla seconda, alla "Galleria Forti" di Napoli. Espose a Napoli anche alla Galleria Blu di Prussia e alla Medea. La Galleria Mediterranea curò tre sue personali, dal 1961 al 1971 e la mostra postuma del 1980.
Alle Quadriennali di Roma Giovanni Tizzano si presentò con sculture come Beata, Il Seminarista e Festa in Famiglia. Alla VI Quadriennale di Roma, del 1952, ottenne una sala per una personale di 17 sculture in bronzo e il grandioso gesso Vittoria. Si faceva ammirare per la fine, sottile espressività.
Tizzano ha modellato anche nudi e gruppi a grandezza naturale e altri a grandezza superiore al normale, sapientemente cesellati, talvolta ispirati ai bronzi ercolanensi del Museo di Napoliː sculture caratteristiche per «sintesi di classicismo e verismo». Scolpiva anche modernissime statue filiformi, goticizzanti, dai modi angolosi, dalla verticalità allungata. Volti dai piani semplificati, sempre più astratti e geometrici, di un crudo e popolare realismo. In Figura di donna, in gesso bianco, arrivò alla completa stilizzazione.
Conservava le sue opere nella Torretta della Madonna, come chiamava la sua casa al Vomero Vecchio. Era per lui una bicocca, le cui pareti egli ricopriva di scritte: massime, motti e riflessioni anche amare, da filosofo popolare. 
Parte della sua produzione artistica, rimasta inedita, dopo la sua morte è approdata al Museo di Capodimonte per volontà del critico d'arte Paolo Ricci. Questa collezione è stata poi trasferita a Castel Sant'Elmo, dove è rimasta nei depositi. Il gesso policromo Totem, del 1934, è stato esposto al Museo del Novecento. 
Di recente 20 sculture sono state donate dagli eredi al Comune di Napoli e con altre sei sculture provenienti dai depositi di Castel Sant'Elmo, hanno costituito un importante nucleo di opere esposte in permanenza nella sala dedicata al novecento del Museo Civico di Castel Nuovo.
Il Complesso di San Domenico Maggiore ha ospitato una mostra antologica di sculture inedite di Giovanni Tizzano.
Sue opere sono anche al Museo Casa Natale di Michelangelo Buonarroti, a Caprese Michelangelo e a Roma, alla Galleria nazionale d'arte moderna e contemporanea.